# Jeux olympiques d'été de 1972
Pour les articles homonymes, voir Jeux olympiques de 1972.
Les Jeux olympiques d'été de 1972, Jeux de la XXe olympiade de l'ère moderne, ont été célébrés à Munich, en République fédérale d'Allemagne, du 26 août au 11 septembre 1972. En marge des épreuves sportives, ces Jeux olympiques de 1972 furent marqués par la prise d'otages et l'assassinat de onze athlètes israéliens par un groupe de terroristes palestiniens.
Trente-six ans après les Jeux de Berlin, Munich, capitale de la Bavière, souhaite effacer des mémoires le souvenir de la propagande nazie des Jeux de 1936.
Pour cet évènement, la ville de Munich est transformée et le complexe sportif qui abritera les Jeux sera l'un des plus denses et l'un des plus modernes de l'époque.
121 nations et 7 134 athlètes (dont 1 059 femmes) prirent part à 195 compétitions sportives dans 21 sports différents. Le héros de ces Jeux est le nageur américain Mark Spitz et ses sept titres olympiques.

## Élection de la ville hôte
Le 28 octobre 1965, Willi Daume (de), président du Comité national olympique allemand, est reçu à l'hôtel de ville de Munich. À la surprise générale, il suggère au maire, Hans-Jochen Vogel, de se porter candidat à l'organisation des Jeux olympiques d'été de 1972. Vogel, initialement peu enthousiaste à cette idée (Munich souffre avant tout de l'insuffisance de moyens de transport et de son image de capitale du mouvement nazi), voit l'opportunité de développer des infrastructures au-delà des installations olympiques (métro, rocade centrale), de faire de sa ville la vitrine de la florissante RFA et d'être un artisan de la détente pour marquer un apaisement durable dans les relations internationales. Le dossier de candidature est remis officiellement au CIO le 30 décembre 1965.
Le 26 avril 1966, lors de sa 64e session tenue à Rome, le CIO confie à la ville de Munich l’organisation des Jeux d’été de 1972. La cité allemande devance, à l’issue du second tour de scrutin, Madrid (Espagne) de 15 voix et Montréal (Canada) de 18 voix. Détroit (États-Unis), quatrième ville finaliste, ne s'est pas engagée dans le second tour.
| Villes   | Pays                 | Tour 1 | Tour 2 |
| Munich   | Allemagne de l'Ouest | 29     | 31     |
| Madrid   | Espagne              | 16     | 16     |
| Montréal | Canada               | 6      | 13     |
| Détroit  | États-Unis           | 6      | -      |

## Organisation

### Emblèmes
L'emblème des Jeux olympiques de Munich représente une couronne de rayons de lumière (« le soleil lumineux »). Ce logo, imaginé par le designer Otl Aicher, symbolise l'esprit des Jeux de 1972 : lumière, fraîcheur et générosité. Trois sculptures reprenant le dessin d’Otl Aicher furent réalisées sous sa direction par le sculpteur allemand Hans-Michael Kissel et exposées au parc olympique de Munich pour la durée des Jeux.
Pour la première fois, une mascotte officielle fait son apparition aux Jeux. Il s'agit du teckel nommé « Waldi ». Cet animal très populaire en Bavière a été choisi par ses qualités indispensables aux athlètes : la résistance, la ténacité et l'agilité. Ses couleurs pastels représentent la gaieté et l'engouement de la fête olympique.
Les pictogrammes sportifs sont également de la création de Otl Aicher.
Les uniformes des officiels sont conçus par le couturier André Courrèges.

### Sites des compétitions

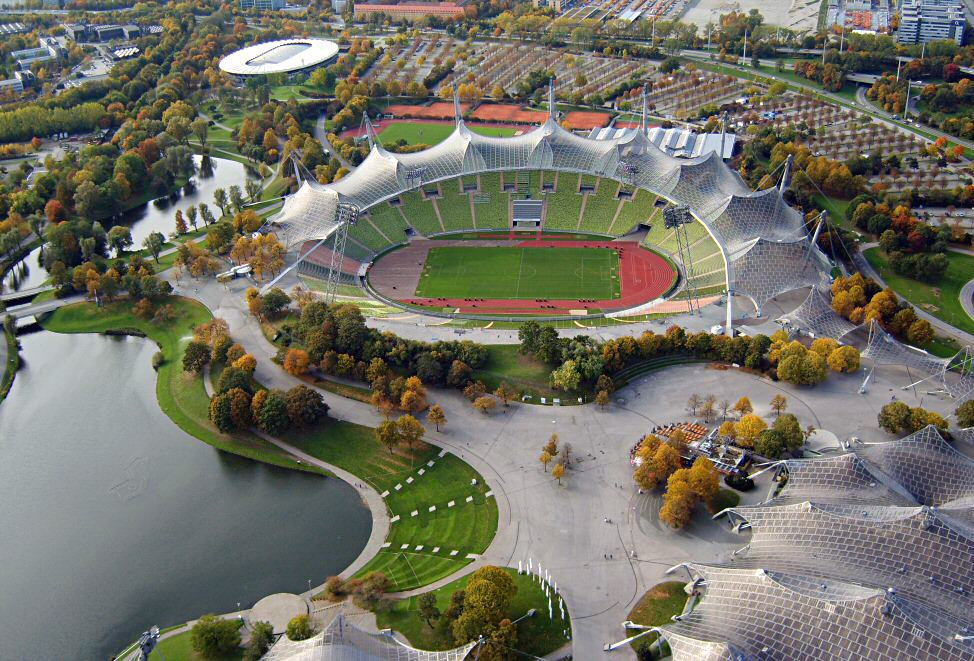
Le stade de Munich au sein du parc olympique.

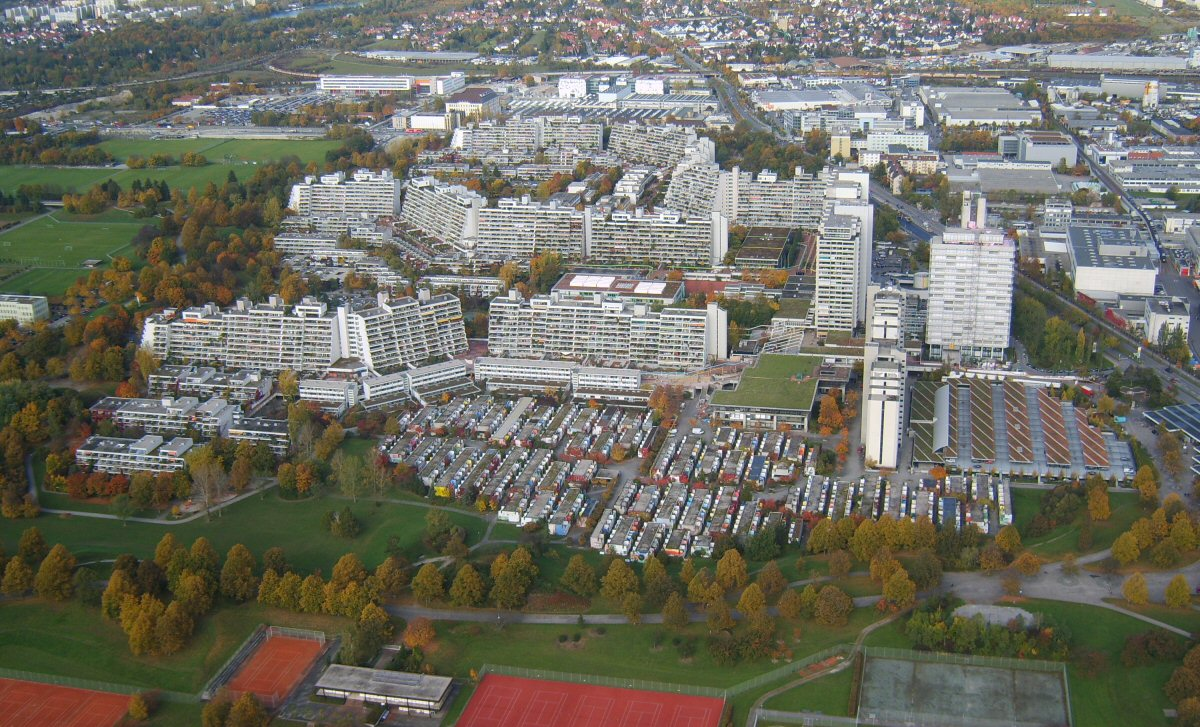
Le village olympique.

Plus de 481 millions d’euros sont investis dans la construction de nouvelles installations sportives et du village olympique. Les lieux de compétition se situent en grande majorité dans la région de Munich. La construction des différents sites s'étend de 1968 à 1972.
Le parc olympique, construit sur un immense terrain de 300 hectares, fut imaginé par l’architecte allemand Günter Behnisch. Il comprend notamment le village olympique, le village de presse, ainsi que les différents sites de compétitions (dont le stade olympique). Une tour de télévision de 280 mètres est érigée spécialement pour l’événement. 43 km de routes et 32 ponts sont créés pour faciliter les moyens de transport.
Le cœur des Jeux de 1972 est le stade olympique de Munich (Olympiastadion). D’une capacité de 77 000 spectateurs, il est le siège de toutes les compétitions d’athlétisme, de quelques rencontres de football, d’épreuves d’équitation, ainsi que des cérémonies d’ouverture et de clôture. Le complexe nautique (Schwimmhalle), d’une capacité de 9 182 places, accueille la natation, le plongeon et le water polo. Le vélodrome (Radstadion), le hall de boxe (Boxhalle), la salle des sports olympique (Sporthalle), le terrain de hockey (Hockeyanlange) et la salle de volley-ball (Volleyballhalle) sont également construits pour l’occasion.
En dehors du parc olympique sont situés le Hall de basket-ball (basket-ball), le Messegelände (escrime, haltérophilie, judo et lutte), la piscine « Dantebad » (water-polo), le centre de tir d’Hochbrück, et de tir à l’arc d’Englischer Garten. Les centres de Riem et de Nymphenburg accueillent les épreuves équestres. D’autres villes allemandes sont également choisies pour abriter des compétitions. La commune de Schleissheim devient le centre d’aviron, les régates de voile sont disputées au large de Schilksee, un quartier de Kiel. Par ailleurs, des matchs préliminaires du tournoi olympique de football se déroulent à Nuremberg, Ratisbonne, Passau, Ingolstadt et Augsbourg. Quelques rencontres de handball sont disputées à Ulm, Göppingen et Böblingen.

### Cérémonie d'ouverture

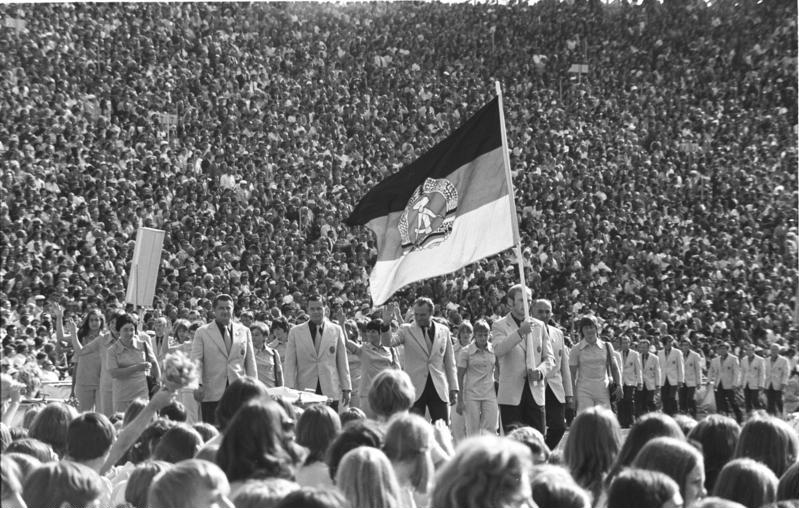
Présence de la délégation de l'Allemagne de l'Est, État non reconnu par le pays hôte des Jeux olympiques.

La cérémonie d'ouverture se déroule le 26 août 1972 sous la présence de Gustav Heinemann président de la République fédérale d'Allemagne et d'Avery Brundage, président du Comité international olympique.
Les derniers porteurs de la flamme olympique sont cinq athlètes représentant les cinq continents. L'Australien Clayton, le Japonais Kimiharu, l'Américain Jim Ryun et le Kényan Keino accompagnent Günther Zahn, champion d'athlétisme junior allemand, pour allumer la vasque olympique du stade olympique de Munich.

## Prise d'otages par des terroristes palestiniens

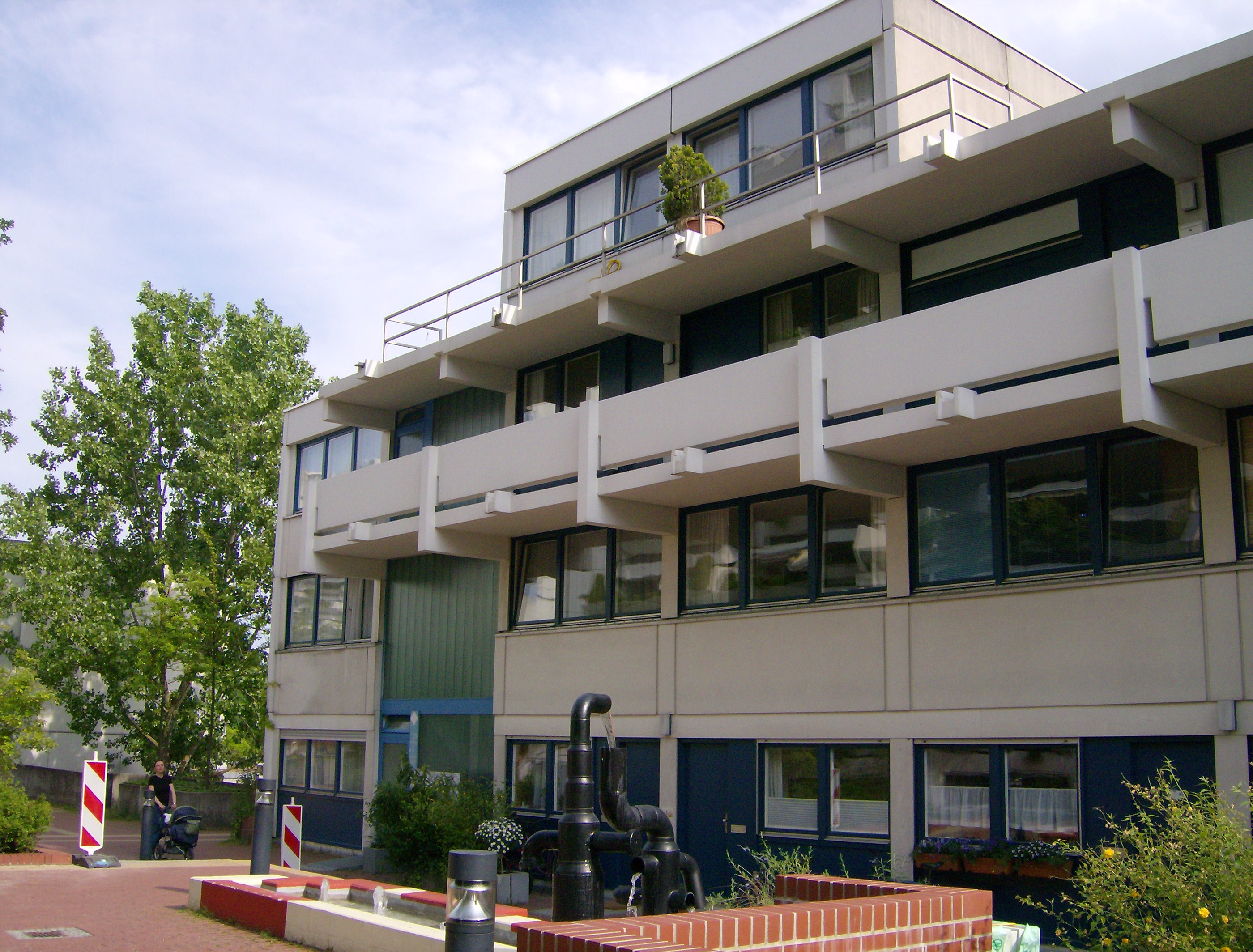
L'immeuble du village olympique où se déroula la prise d'otages.

Ces Jeux de Munich sont frappés par une attaque terroriste. Le matin du 5 septembre 1972, un groupe de terroristes palestiniens du mouvement Septembre noir s'introduit dans le village olympique et prend onze athlètes israéliens en otage pour exiger la libération de 200 prisonniers palestiniens. Trois athlètes israéliens sont immédiatement exécutés.
Le Comité international olympique décide alors de suspendre temporairement les Jeux alors que des discussions de pourparlers sont entamées par les autorités allemandes. Le président du CIO, Avery Brundage, déclare : « La paix a été rompue par un assassinat commis par des terroristes criminels. L'ensemble du monde civilisé condamne ce crime barbare. En signe de profond respect pour les victimes et de sympathie pour les otages encore détenus, les compétitions sportives de cet après-midi seront arrêtées. »
Dans la soirée, un drame se joue à l'aéroport de Munich où les terroristes devaient s'envoler pour Le Caire avec leurs otages, à la suite des pourparlers. Au cours d'une tentative de sauvetage ratée par la police allemande, tous les otages israéliens sont tués. Quatre d'entre eux ont été abattus par l'un des Palestiniens, tandis qu'un autre a fait exploser une grenade à l'intérieur d'un des hélicoptères dans lequel se trouvaient les otages. Le bilan de cette prise d'otages est de onze athlètes israéliens assassinés, un policier allemand tué ainsi que cinq des huit terroristes .
Après avoir renoncé à annuler les Jeux olympiques, le CIO organise dans le stade olympique de Munich une cérémonie funèbre à la mémoire des victimes innocentes, qui rassemble 80 000 personnes. Le 2e mouvement Marche funèbre de la Symphonie héroïque de Beethoven est interprété lors de cette cérémonie. Le président du CIO, Avery Brundage, précédemment soupçonné d'antisémitisme, ne cite pas les athlètes israéliens assassinés et déclare : « The Games must go on » (« les Jeux doivent continuer »),.
Effectivement, les Jeux olympiques reprennent mais sans grand enthousiasme et conviction de la part des compétiteurs[réf. nécessaire]. Le champion olympique Mark Spitz, nageur américain, fait l'objet d'une protection particulière par le FBI du fait de ses origines juives et est rapidement exfiltré aux États-Unis.
En mai 2012, Jacques Rogge, président du Comité international olympique, s'oppose à la commémoration, par une minute de silence durant la cérémonie d'ouverture des Jeux olympiques d'été de 2012, des 40 ans de l'assassinat de onze athlètes israéliens. En revanche, il la « fait observer... à la mémoire des 11 victimes au cours d’une cérémonie consacrée à la trêve olympique, organisée sous l’égide de l’Organisation des Nations Unies », en juillet 2012.

## Nations participantes

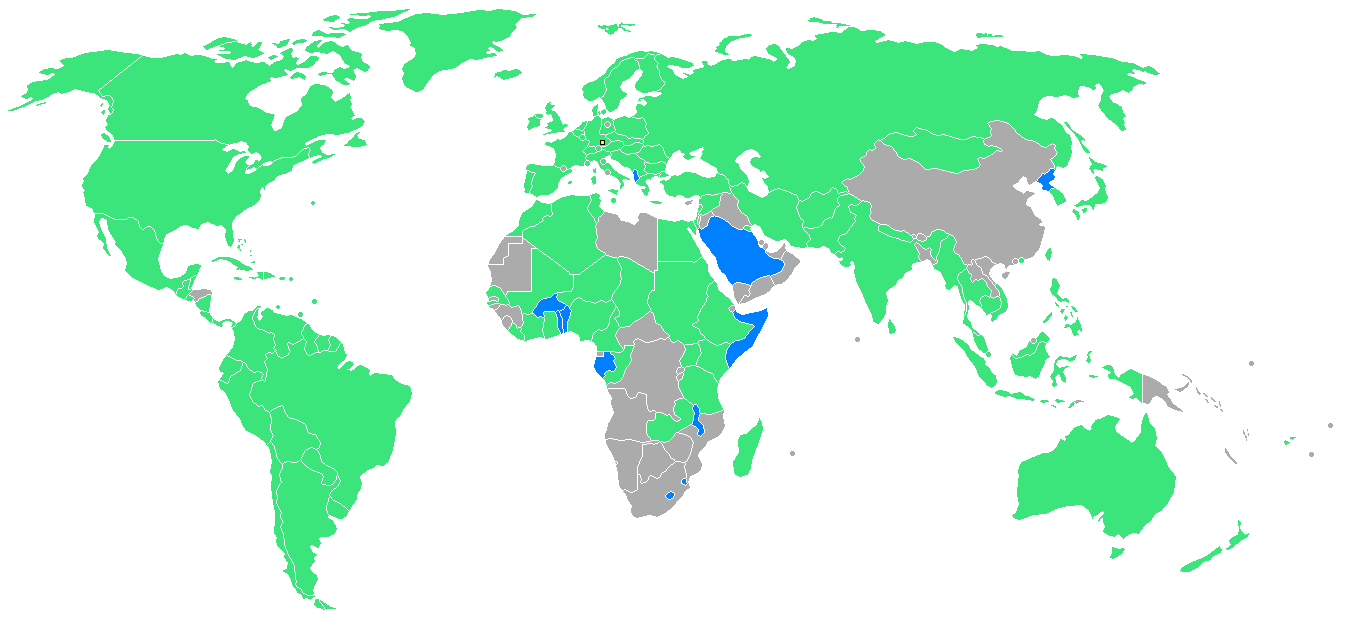
Pays participants en 1972.
Pays participant pour la première fois.
Pays ayant déjà participé.

121 nations sont présentes à Munich, soit un nouveau record de participants. 11 d'entre elles font leur première apparition à des Jeux d'été : l'Albanie, l'Arabie saoudite, le Dahomey, la Corée du Nord, le Gabon, la Haute-Volta, le Lesotho, le Malawi, la Somalie, le Swaziland et le Togo. L'Allemagne est scindée en deux délégations : l'Allemagne de l'Est et l'Allemagne de l'Ouest.
Deux ans avant ces Jeux olympiques, le comité international olympique décida de voter l'exclusion de l'Afrique du Sud du mouvement olympique en raison de sa politique d'Apartheid. Mais l'invitation faite à un autre pays africain, la Rhodésie du Sud, comme celle faite à l'Afrique du Sud quatre ans plus tôt suscita une vague de protestation d'un grand nombre de pays d’Afrique noire, bien que la Rhodésie se soit conformée aux exigences du comité international olympique en se présentant avec une équipe multiraciale.
En 1968, la Rhodésie n'avait pas été autorisée à participer aux Jeux de Mexico après que l'assemblée générale des Nations unies eut déclaré illégal le régime de Salisbury. Elle avait imposé des sanctions internationales à cette ancienne colonie britannique, qui avait déclaré unilatéralement son indépendance en 1965 et était accusée de pratiquer une politique de ségrégation raciale identique à celle de l’Afrique du Sud. Devant la menace de boycott des pays africains, soutenus entre autres par le Pakistan, la Yougoslavie et les Antilles, le CIO décida après six jours de négociations de retirer l'invitation à la Rhodésie (36 voix contre 31 et 3 abstentions).
| Afrique | Amériques | Asie | Europe | Océanie                                               |
| - Algérie (5) - Cameroun (11) - République du Congo (6) - Côte d'Ivoire (11) - Dahomey (3) - Égypte (23) - Éthiopie (31) - Gabon (1) - Ghana (35) - Haute-Volta (1) - Kenya (57) - Lesotho (1) - Liberia (5) - Madagascar (11) - Malawi (16) - Mali (3) - Maroc (35) - Niger (4) - Nigeria (25) - Ouganda (33) - Sénégal (37) - Somalie (3) - Soudan (26) - Swaziland (2) - Tanzanie (15) - Tchad (4) - Togo (7) - Tunisie (35) - Zambie (11) | - Antilles néerlandaises (2) - Argentine (92) - Bahamas (20) - Barbade (13) - Bermudes (9) - Bolivie (11) - Brésil (81) - Canada (208) - Chili (11) - Colombie (59) - Costa Rica (3) - Cuba (136) - République dominicaine (5) - Équateur (2) - États-Unis (401) - Guatemala (8) - Guyana (3) - Haïti (7) - Honduras britannique (1) - Îles Vierges des États-Unis (16) - Jamaïque (33) - Mexique (174) - Nicaragua (7) - Panama (7) - Paraguay (3) - Pérou (20) - Porto Rico (53) - Salvador (11) - Suriname (2) - Trinité-et-Tobago (19) - Uruguay (13) - Venezuela (23) | - Afghanistan (8) - Arabie saoudite (11) - Birmanie (18) - République khmère (9) - Ceylan (4) - Corée du Nord (37) - Corée du Sud (42) - Hong Kong (10) - Indonésie (6) - Inde (41) - Iran (48) - Israël (14) - Japon (184) - Koweït (4) - Liban (19) - Malaisie (45) - Mongolie (39) - Népal (1) - Pakistan (25) - Philippines (53) - Singapour (7) - Syrie (5) - Taïwan (21) - Thaïlande (33) - Vietnam (2) | - Albanie (5) - Allemagne de l'Est (297) - Allemagne de l'Ouest (423) - Autriche (111) - Belgique (88) - Bulgarie (130) - Danemark (126) - Espagne (124) - Finlande (96) - France (227) - Grande-Bretagne (284) - Grèce (60) - Hongrie (232) - Irlande (59) - Islande (25) - Italie (224) - Liechtenstein (6) - Luxembourg (11) - Malte (5) - Monaco (5) - Norvège (112) - Pays-Bas (119) - Pologne (290) - Portugal (29) - Roumanie (159) - Saint-Marin (7) - Suède (132) - Suisse (151) - Tchécoslovaquie (181) - Turquie (43) - Union soviétique (371) - Yougoslavie (124) | - Australie (168) - Fidji (2) - Nouvelle-Zélande (89) |
| 30 pays | 31 pays | 26 pays | 32 pays | 3 pays                                                |

## Compétition

### Sports et résultats
Le judo, qui a fait une première apparition en 1964, et le tir à l'arc, disparu depuis 1920, reviennent au programme des Jeux olympiques tandis que le handball, sous sa forme actuelle, devient un sport olympique (aux Jeux de 1936, le handball se disputait en extérieur et à 11 joueurs). Au total, ce sont 21 sports et 195 épreuves qui figurent au programme de ces Jeux de 1972. Le badminton et le ski nautique sont en démonstration.
| - Athlétisme (38) - Aviron (7) - Basket-ball (1) - Boxe (11) - Canoë-kayak (11) - Cyclisme (7) - Équitation (6) - Escrime (8) | - Football (1) - Gymnastique (14) - Haltérophilie (9) - Handball (1) - Hockey sur gazon (1) - Judo (6) - Lutte (20) - Pentathlon moderne (2) | - Sports aquatiques Natation (29) Plongeon (4) Water-polo (1) - Tir (8) - Tir à l'arc (2) - Voile (6) - Volley-ball (2) |

### Calendrier
| Calendrier des Jeux olympiques de 1972 | Calendrier des Jeux olympiques de 1972 | Calendrier des Jeux olympiques de 1972 | Calendrier des Jeux olympiques de 1972 | Calendrier des Jeux olympiques de 1972 | Calendrier des Jeux olympiques de 1972 | Calendrier des Jeux olympiques de 1972 | Calendrier des Jeux olympiques de 1972 | Calendrier des Jeux olympiques de 1972 | Calendrier des Jeux olympiques de 1972 | Calendrier des Jeux olympiques de 1972 | Calendrier des Jeux olympiques de 1972 | Calendrier des Jeux olympiques de 1972 | Calendrier des Jeux olympiques de 1972 | Calendrier des Jeux olympiques de 1972 | Calendrier des Jeux olympiques de 1972 | Calendrier des Jeux olympiques de 1972 | Calendrier des Jeux olympiques de 1972 | Calendrier des Jeux olympiques de 1972 |
| Août et septembre 1972                 | 26                                     | 27                                     | 28                                     | 29                                     | 30                                     | 31                                     | 1                                      | 2                                      | 3                                      | 4                                      | 5                                      | 6                                      | 7                                      | 8                                      | 9                                      | 10                                     | 11                                     | Spectateurs                            |
| -------------------------------------- | -------------------------------------- | -------------------------------------- | -------------------------------------- | -------------------------------------- | -------------------------------------- | -------------------------------------- | -------------------------------------- | -------------------------------------- | -------------------------------------- | -------------------------------------- | -------------------------------------- | -------------------------------------- | -------------------------------------- | -------------------------------------- | -------------------------------------- | -------------------------------------- | -------------------------------------- | -------------------------------------- |
| Cérémonie d'ouverture                  |                                        |                                        |                                        |                                        |                                        |                                        |                                        |                                        |                                        |                                        |                                        |                                        |                                        |                                        |                                        |                                        |                                        | 62 592                                 |
| Athlétisme                             |                                        |                                        |                                        |                                        |                                        | 2                                      | 2                                      | 5                                      | 5                                      | 3                                      |                                        |                                        | 7                                      | 2                                      | 3                                      | 9                                      |                                        | 1 081 834                              |
| Aviron (sport)                         |                                        |                                        |                                        |                                        |                                        |                                        |                                        | 7                                      |                                        |                                        |                                        |                                        |                                        |                                        |                                        |                                        |                                        | 109 914                                |
| Badminton (démonstration)              |                                        |                                        |                                        |                                        |                                        |                                        |                                        |                                        |                                        |                                        |                                        |                                        |                                        |                                        |                                        |                                        |                                        | 3 970                                  |
| Basket-ball                            |                                        |                                        |                                        |                                        |                                        |                                        |                                        |                                        |                                        |                                        |                                        |                                        |                                        |                                        |                                        | 1                                      |                                        | 139 125                                |
| Boxe                                   |                                        |                                        |                                        |                                        |                                        |                                        |                                        |                                        |                                        |                                        |                                        |                                        |                                        |                                        |                                        | 11                                     |                                        | 145 246                                |
| Canoë-kayak                            |                                        |                                        | 2                                      |                                        | 2                                      |                                        |                                        |                                        |                                        |                                        |                                        |                                        |                                        |                                        | 7                                      |                                        |                                        | 72 272                                 |
| Cyclisme                               |                                        |                                        |                                        | 1                                      |                                        | 1                                      | 1                                      | 1                                      |                                        | 2                                      |                                        |                                        | 1                                      |                                        |                                        |                                        |                                        | 39 609                                 |
| Équitation                             |                                        |                                        |                                        |                                        |                                        |                                        | 2                                      |                                        | 1                                      |                                        |                                        |                                        | 1                                      |                                        | 1                                      |                                        | 1                                      | 202 517                                |
| Escrime                                |                                        |                                        |                                        |                                        | 1                                      | 1                                      |                                        | 1                                      | 1                                      | 1                                      |                                        | 1                                      |                                        | 1                                      | 1                                      |                                        |                                        | 26 181                                 |
| Football                               |                                        |                                        |                                        |                                        |                                        |                                        |                                        |                                        |                                        |                                        |                                        |                                        |                                        |                                        |                                        | 1                                      |                                        | 556 582                                |
| Gymnastique                            |                                        |                                        | 1                                      | 1                                      | 2                                      | 4                                      | 6                                      |                                        |                                        |                                        |                                        |                                        |                                        |                                        |                                        |                                        |                                        | 99 268                                 |
| Haltérophilie                          |                                        | 1                                      | 1                                      | 1                                      | 1                                      | 1                                      |                                        | 1                                      | 1                                      | 1                                      |                                        | 1                                      |                                        |                                        |                                        |                                        |                                        | 33 623                                 |
| Handball                               |                                        |                                        |                                        |                                        |                                        |                                        |                                        |                                        |                                        |                                        |                                        |                                        |                                        |                                        |                                        | 1                                      |                                        | 123 204                                |
| Hockey sur gazon                       |                                        |                                        |                                        |                                        |                                        |                                        |                                        |                                        |                                        |                                        |                                        |                                        |                                        |                                        |                                        | 1                                      |                                        | 78 020                                 |
| Judo                                   |                                        |                                        |                                        |                                        |                                        | 1                                      | 1                                      | 1                                      | 1                                      | 1                                      |                                        |                                        |                                        |                                        | 1                                      |                                        |                                        | 51 813                                 |
| Lutte                                  |                                        |                                        |                                        |                                        |                                        | 10                                     |                                        |                                        |                                        |                                        |                                        |                                        |                                        |                                        |                                        | 10                                     |                                        | 72 821                                 |
| Natation                               |                                        |                                        | 4                                      | 4                                      | 5                                      | 3                                      | 3                                      | 5                                      | 4                                      | 6                                      |                                        |                                        |                                        |                                        |                                        |                                        |                                        | 161 089                                |
| Pentathlon moderne                     |                                        |                                        |                                        |                                        |                                        | 2                                      |                                        |                                        |                                        |                                        |                                        |                                        |                                        |                                        |                                        |                                        |                                        | 25 353                                 |
| Ski nautique (démonstration)           |                                        |                                        |                                        |                                        |                                        |                                        |                                        |                                        |                                        |                                        |                                        |                                        |                                        |                                        |                                        |                                        |                                        | 450                                    |
| Tir                                    |                                        |                                        | 2                                      | 1                                      | 1                                      |                                        | 2                                      | 2                                      |                                        |                                        |                                        |                                        |                                        |                                        |                                        |                                        |                                        | 20 600                                 |
| Tir à l'arc                            |                                        |                                        |                                        |                                        |                                        |                                        | 1                                      |                                        |                                        |                                        |                                        |                                        |                                        |                                        |                                        | 1                                      |                                        | 8 469                                  |
| Voile                                  |                                        |                                        |                                        |                                        |                                        |                                        |                                        |                                        |                                        |                                        |                                        |                                        |                                        | 6                                      |                                        |                                        |                                        | 32 655                                 |
| Volley-ball                            |                                        |                                        |                                        |                                        |                                        |                                        |                                        |                                        |                                        |                                        |                                        |                                        | 1                                      |                                        | 1                                      |                                        |                                        | 103 346                                |
| Cérémonie de clôture                   |                                        |                                        |                                        |                                        |                                        |                                        |                                        |                                        |                                        |                                        |                                        |                                        |                                        |                                        |                                        |                                        |                                        | 62 712                                 |
| Août et septembre 1972                 | 26                                     | 27                                     | 28                                     | 29                                     | 30                                     | 31                                     | 01                                     | 02                                     | 03                                     | 04                                     | 05                                     | 06                                     | 07                                     | 08                                     | 09                                     | 10                                     | 11                                     | Spectateurs                            |

### Faits sportifs marquants
Athlétisme
Résultats détaillés

Timbre ouest-allemand

Les États-Unis sont en déclin en ne remportant que 6 titres olympiques (contre 15 à Mexico quatre ans plus tôt). Le Soviétique Valeriy Borzov remporte le titre olympique du 100 et du 200 mètres. Le Finlandais Lasse Virén réalise le doublé sur 5 000 m et sur 10 000 m où il chuta à mi-parcours avant de battre le record du monde. Les coureurs d'Afrique noire John Akii-Bua (Ouganda) et Kipchoge Keino (Kenya) remportent respectivement le 400 m haies et le 3 000 m steeple.
Aviron

Résultats détaillés

Basket-ball
Résultats détaillés

Dans la confusion la plus totale, l'URSS remporte le titre olympique en battant les États-Unis tout à la fin du match. Les Américains menaient d'un point à trois secondes de la fin quand les Soviétiques réussirent un panier à la dernière seconde par Aleksandr Belov. La fin du match fut houleuse et les Américains refusèrent de recevoir leurs médailles d'argent.
Boxe

Résultats détaillés

Canoë-kayak
Résultats détaillés

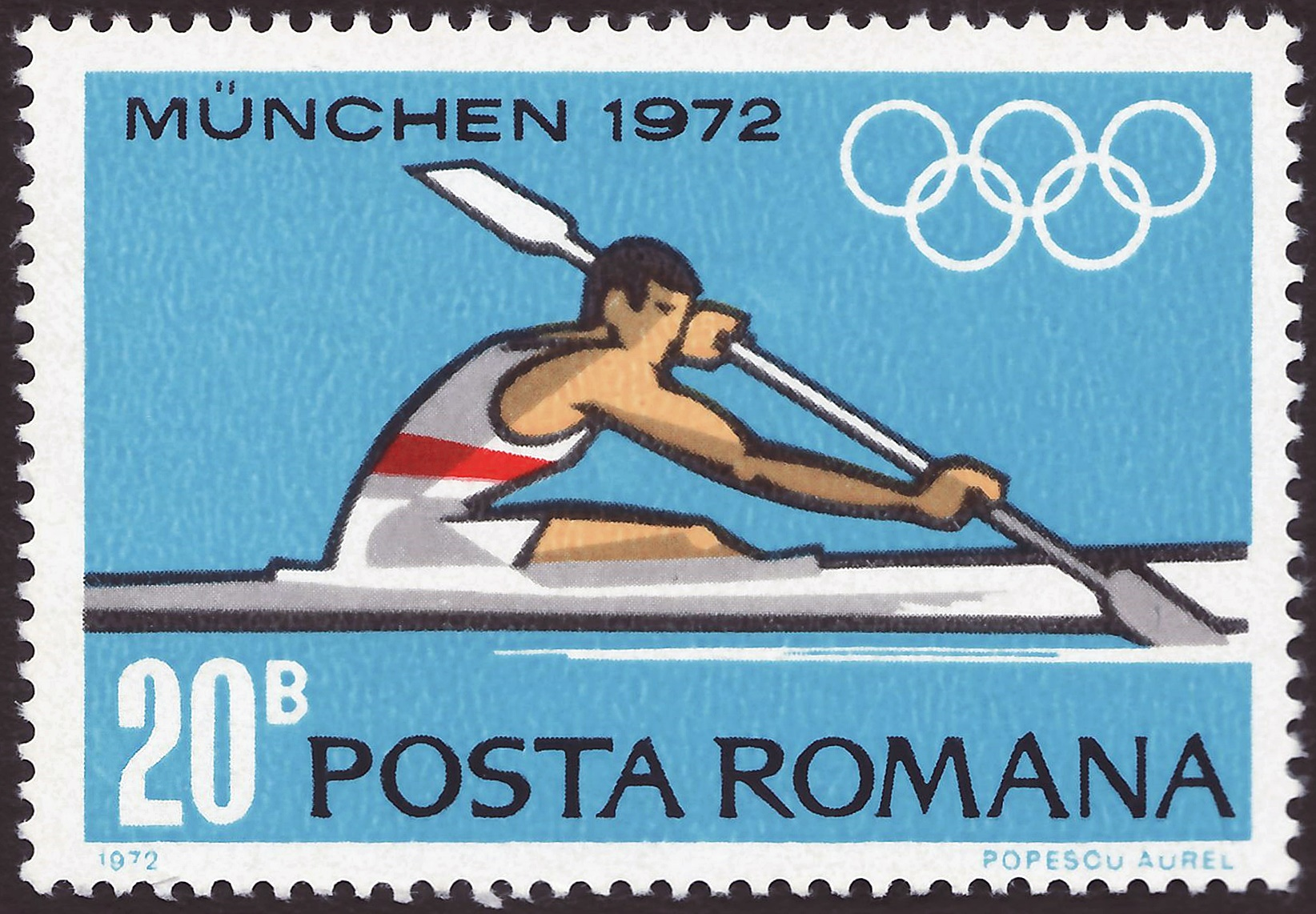
Timbre roumain

L'épreuve du slalom en canoë est inscrite pour la première fois au programme des Jeux olympiques.
Cyclisme

Résultats détaillés

Équitation

Résultats détaillés

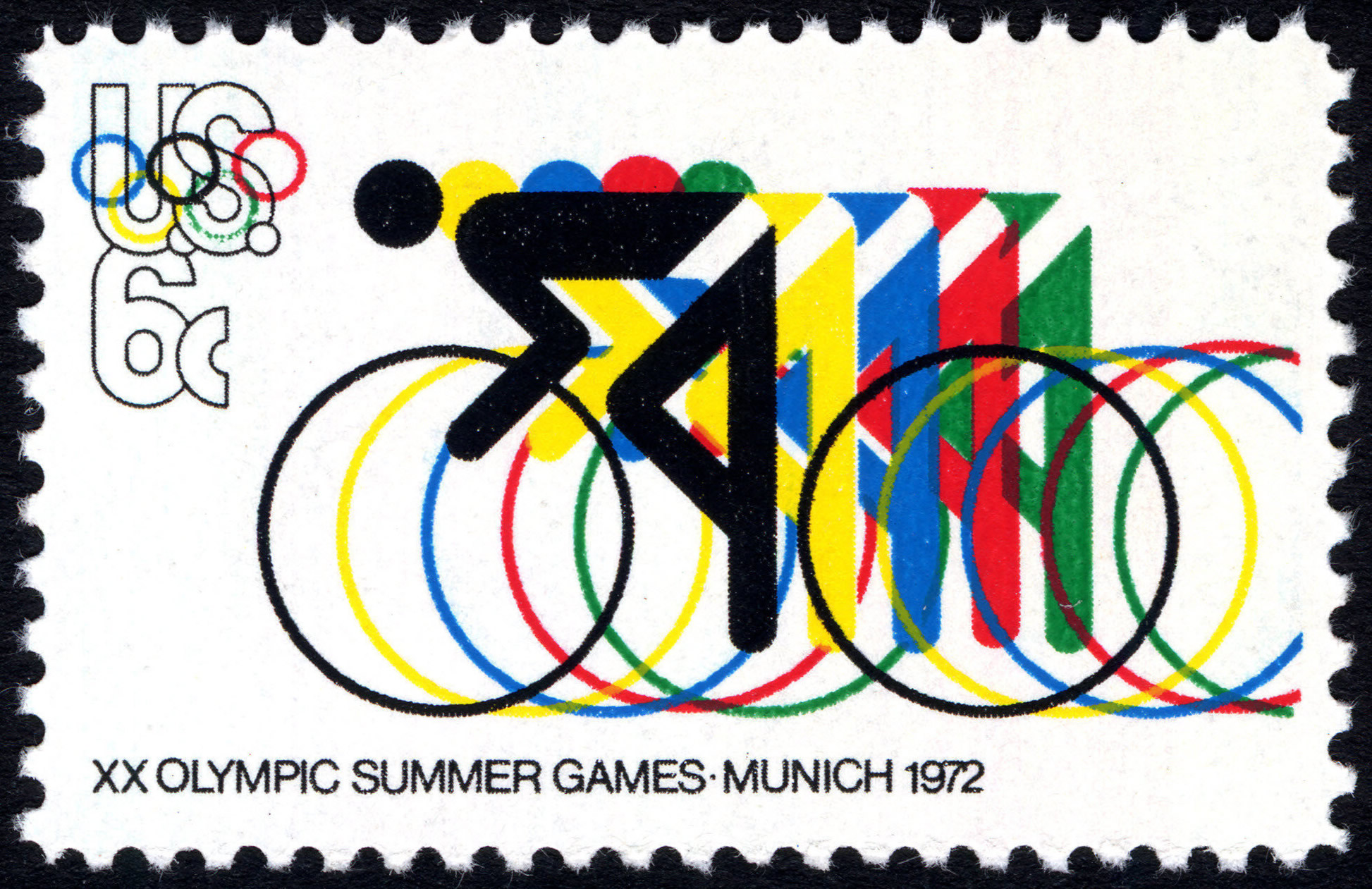
Timbre américain

Liselott Linsenhoff devint la première cavalière à remporter une médaille d’or dans une épreuve individuelle d'équitation (dressage).
Escrime

Résultats détaillés

Football

Résultats détaillés

Gymnastique

Résultats détaillés

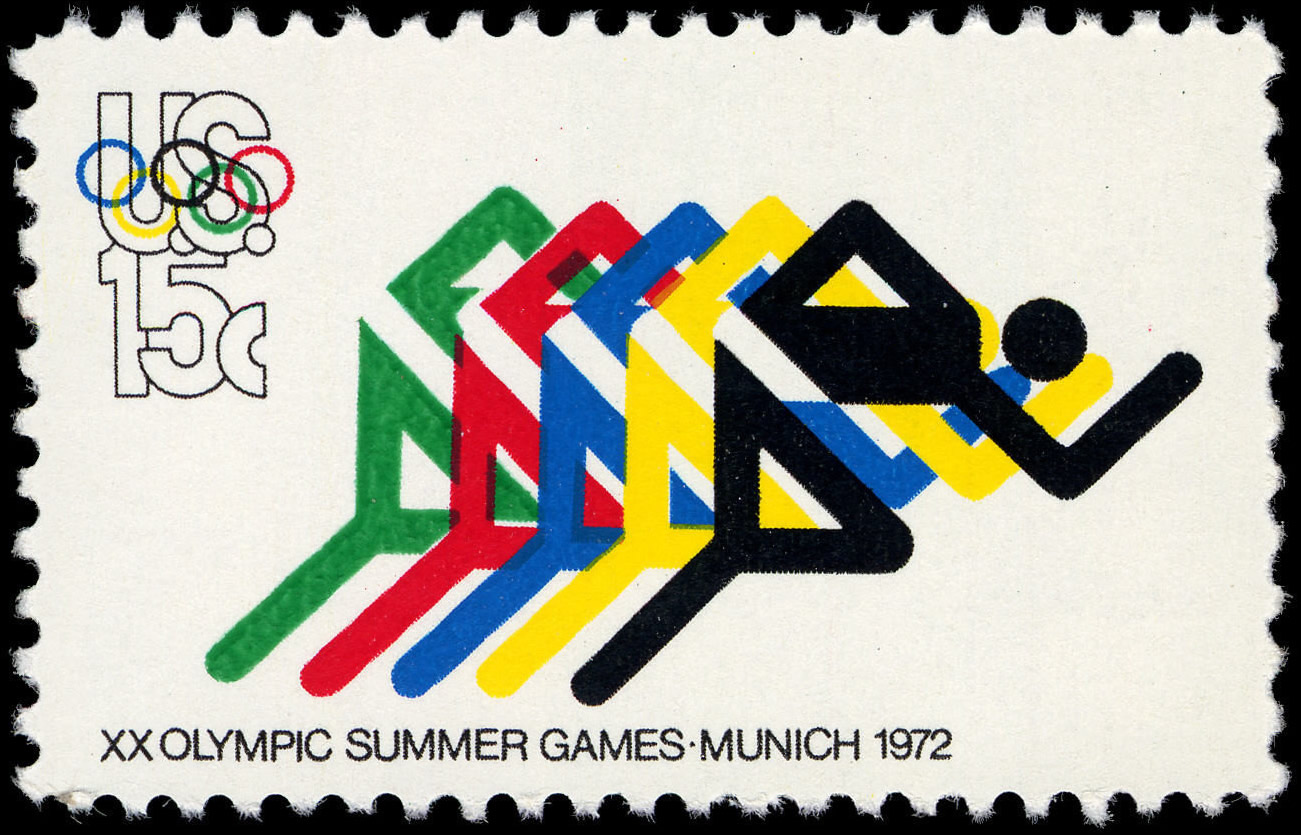
Timbre américain

La gymnaste soviétique Olga Korbut remporte quatre médailles dont trois d'or. Le Japonais Sawao Kato remporte également trois titres olympiques assortis de deux médailles d'argent. Ces deux nations dominent les compétitions avec 16 podiums chacun.
Haltérophilie

Résultats détaillés

Handball

Résultats détaillés

Hockey sur gazon

Résultats détaillés

Judo

Résultats détaillés

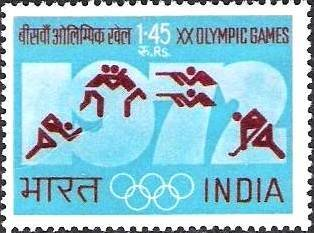
Timbre indien

Le Néerlandais Wim Ruska devient le premier judoka à décrocher deux médailles d'or lors d'une même olympiade. Le Japon remporte la moitié des titres mis en jeu.
Lutte
Résultats détaillés

L'Américain Dan Gable remporte le titre olympique des poids légers sans avoir concédé le moindre point de toute la compétition.
Pentathlon moderne

Résultats détaillés

Natation

Résultats détaillés

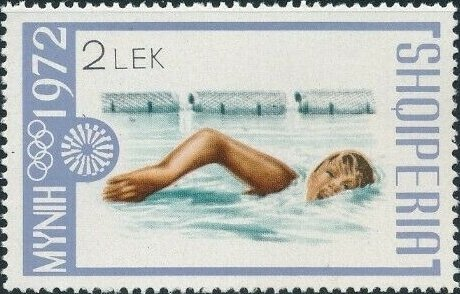
Timbre albanais

À Munich, le nageur américain âgé de 22 ans Mark Spitz réalise l'un des plus grands exploits de l'histoire des Jeux olympiques en remportant sept médailles d'or en sept jours et sur sept courses. Son exploit est d'autant plus grand qu'il bat le record du monde pour chaque épreuve. Spitz s'impose sur le 100 m et le 200 m nage libre, sur le 100 m et 200 m papillon, et sur trois courses de relais des équipes américaines (sur le 4 × 100 m et 4 × 200 m nage libre et sur le 4 × 100 m 4 nages). Mark Spitz avait déjà remporté deux médailles d'or aux Jeux olympiques de Mexico en 1968. Sa performance de Munich restera longtemps dans les annales de l'olympisme puisqu'elle constituait le record du nombre de titres remportés par un athlète lors de la même olympiade (dépassé désormais par Michael Phelps depuis 2008). Le nageur fait par ailleurs partie des cinq athlètes ayant remporté neuf médailles d'or au cours de leur carrière. Après avoir remporté sa septième et dernière course, Spitz annoncera la fin de sa carrière sportive, avant de revenir sur sa décision vingt ans plus tard.

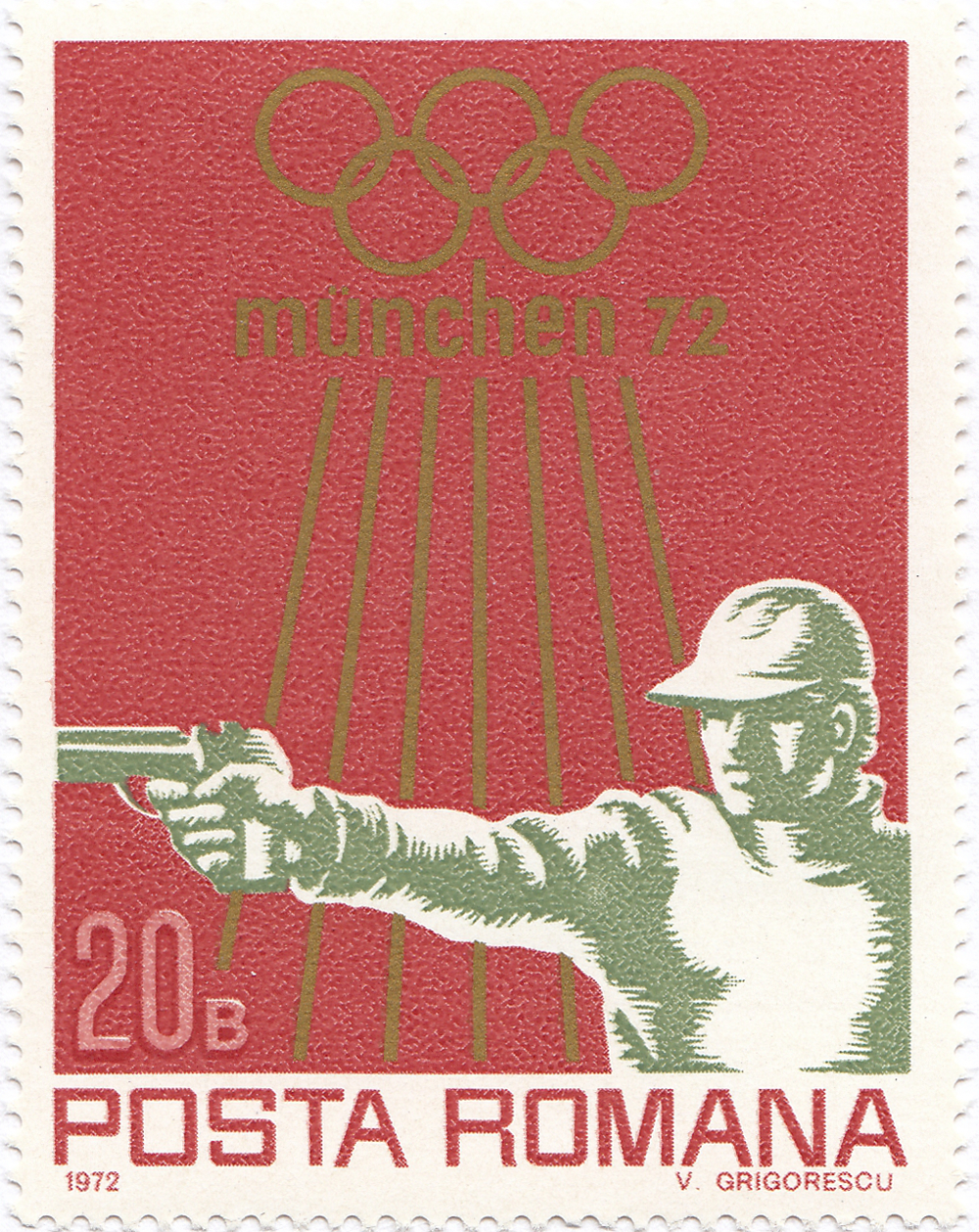
Timbre roumain

Sur un plan général, 24 records du monde de natation sont battus lors de ces Jeux de Munich. Les compétitions sont dominées par les États-Unis qui remportent 43 médailles dont 17 d’or. L’Allemand Roland Matthes décroche les titres du 100 m et 200 m dos. L’Australienne Shane Gould, âgée alors de 15 ans seulement, réalise le triplé sur 200 m et 400 m nage libre ainsi que sur le 200 m 4 nages. Les Américaines Sandra Neilson et Melissa Belote s’imposent à trois reprises en individuel et en relais. Pour la première fois, un nageur est contrôlé positif lors de Jeux olympiques. L’Américain Rick DeMont est en effet disqualifié trois jours après sa victoire sur le 400 m nage libre.
Tir

Résultats détaillés

Tir à l'arc

Résultats détaillés

Voile

Résultats détaillés

Volley-ball

Résultats détaillés

### Records de médailles
| Athlète        | Pays             | Sport       | Médaille d'or, Jeux olympiques | Médaille d'argent, Jeux olympiques | Médaille de bronze, Jeux olympiques | Total |
| Mark Spitz     | États-Unis       | Natation    | 7                              | 0                                  | 0                                   | 7     |
| Sawao Kato     | Japon            | Gymnastique | 3                              | 2                                  | 0                                   | 5     |
| Shane Gould    | Australie        | Natation    | 3                              | 1                                  | 1                                   | 5     |
| Olga Korbut    | Union soviétique | Gymnastique | 3                              | 1                                  | 0                                   | 4     |
| Melissa Belote | États-Unis       | Natation    | 3                              | 0                                  | 0                                   | 3     |
| Sandra Neilson | États-Unis       | Natation    | 3                              | 0                                  | 0                                   | 3     |

### Tableau des médailles
| Rang | Pays / Équipe                | Médaille d'or, Jeux olympiques | Médaille d'argent, Jeux olympiques | Médaille de bronze, Jeux olympiques | Total |
| 1    | Union soviétique             | 50                             | 27                                 | 22                                  | 99    |
| 2    | États-Unis                   | 33                             | 31                                 | 30                                  | 94    |
| 3    | Allemagne de l'Est           | 20                             | 23                                 | 23                                  | 66    |
| 4    | Allemagne de l'Ouest         | 13                             | 11                                 | 16                                  | 40    |
| 5    | Japon                        | 13                             | 8                                  | 8                                   | 29    |
| 6    | Australie                    | 8                              | 7                                  | 2                                   | 17    |
| 7    | Pologne                      | 7                              | 5                                  | 9                                   | 21    |
| 8    | Hongrie                      | 6                              | 13                                 | 16                                  | 35    |
| 9    | Bulgarie                     | 6                              | 10                                 | 5                                   | 21    |
| 10   | Italie                       | 5                              | 3                                  | 10                                  | 18    |
| 11   | Suède                        | 4                              | 6                                  | 6                                   | 16    |
| 12   | Royaume-Uni                  | 4                              | 5                                  | 9                                   | 18    |
| 13   | Roumanie                     | 3                              | 6                                  | 7                                   | 16    |
| 14   | Finlande                     | 3                              | 1                                  | 4                                   | 8     |
| 14   | Cuba                         | 3                              | 1                                  | 4                                   | 8     |
| 16   | Pays-Bas                     | 3                              | 1                                  | 1                                   | 5     |
| 17   | France                       | 2                              | 4                                  | 7                                   | 13    |
| 18   | Tchécoslovaquie              | 2                              | 4                                  | 2                                   | 8     |
| 19   | Kenya                        | 2                              | 3                                  | 4                                   | 9     |
| 20   | Yougoslavie                  | 2                              | 1                                  | 2                                   | 5     |
| 21   | Norvège                      | 2                              | 1                                  | 1                                   | 4     |
| 22   | Corée du Nord                | 1                              | 1                                  | 3                                   | 5     |
| 23   | Nouvelle-Zélande             | 1                              | 1                                  | 1                                   | 3     |
| 24   | Ouganda                      | 1                              | 1                                  | 0                                   | 2     |
| 25   | Danemark                     | 1                              | 0                                  | 0                                   | 1     |
| 26   | Suisse                       | 0                              | 3                                  | 0                                   | 3     |
| 27   | Canada                       | 0                              | 2                                  | 3                                   | 5     |
| 28   | Iran                         | 0                              | 2                                  | 1                                   | 3     |
| 29   | Grèce                        | 0                              | 2                                  | 0                                   | 2     |
| 29   | Belgique                     | 0                              | 2                                  | 0                                   | 2     |
| 31   | Autriche                     | 0                              | 1                                  | 2                                   | 3     |
| 31   | Colombie                     | 0                              | 1                                  | 2                                   | 3     |
| 33   | Argentine                    | 0                              | 1                                  | 0                                   | 1     |
| 33   | Corée du Sud                 | 0                              | 1                                  | 0                                   | 1     |
| 33   | Liban                        | 0                              | 1                                  | 0                                   | 1     |
| 33   | Mexique                      | 0                              | 1                                  | 0                                   | 1     |
| 33   | République populaire mongole | 0                              | 1                                  | 0                                   | 1     |
| 33   | Pakistan                     | 0                              | 1                                  | 0                                   | 1     |
| 33   | Tunisie                      | 0                              | 1                                  | 0                                   | 1     |
| 33   | Turquie                      | 0                              | 1                                  | 0                                   | 1     |
| 41   | Éthiopie                     | 0                              | 0                                  | 2                                   | 2     |
| 41   | Brésil                       | 0                              | 0                                  | 2                                   | 2     |
| 43   | Espagne                      | 0                              | 0                                  | 1                                   | 1     |
| 43   | Ghana                        | 0                              | 0                                  | 1                                   | 1     |
| 43   | Nigeria                      | 0                              | 0                                  | 1                                   | 1     |
| 43   | Niger                        | 0                              | 0                                  | 1                                   | 1     |
| 43   | Jamaïque                     | 0                              | 0                                  | 1                                   | 1     |
| 43   | Inde                         | 0                              | 0                                  | 1                                   | 1     |

## Contrôles antidopage
Plus de 2 000 athlètes furent soumis à des contrôles antidopage durant ces Jeux olympiques de Munich. Sept cas de dopage seront avérés. Les sportifs suivants furent disqualifiés et déchus de leur médaille éventuelle :
- Bakhaavaa Buidaa (en) (Mongolie, judo) : éphédrine
- Miguel Coll (Porto Rico, basket-ball) : éphédrine
- Rick DeMont (États-Unis, natation) : éphédrine
- Jaime Huelamo (Espagne, cyclisme) : coramine
- Walter Legel (en) (Autriche, haltérophilie) : amphétamine
- Mohamad Nasehi Arjomond (Iran, haltérophilie) : éphédrine
- Aad van der Hoeck (Pays-Bas, cycliste) : coramine

## Spectateurs et médias
Ces Jeux de Munich furent un véritable succès populaire en termes de fréquentation des différents sites. À la veille de l'ouverture, 3 millions de billets, sur les 3,8 millions disponibles, étaient déjà vendus.
Par ailleurs, on estime à 850 millions le nombre de téléspectateurs ayant suivi les Jeux olympiques de 1972 à la télévision. Au total, quatre cents heures d'émission seront proposées. Un film tourné pendant les Jeux est réalisé par dix grands metteurs en scène, parmi eux le Français Claude Lelouch et le Tchécoslovaque Miloš Forman.